# 신도현 (축구 선수)
신도현(1999년 1월 26일 ~ )는 대한민국의 축구 선수로, 포지션은 미드필더이다.